# Zakład Wodoleczniczy w Grodzisku Mazowieckim
Zakład Wodoleczniczy w Grodzisku Mazowieckim (Zakład Hydropatyczny dla Osób z Towarzystwa) – działający w latach 1884-1932 zakład hydropatyczny w Grodzisku Mazowieckim, założony przez dr. Michała Bojasińskiego. Obecnie w zabytkowym budynku byłego zakładu mieści się Szkoła Podstawowa nr 1 im. Henryka Sienkiewicza.

## Historia

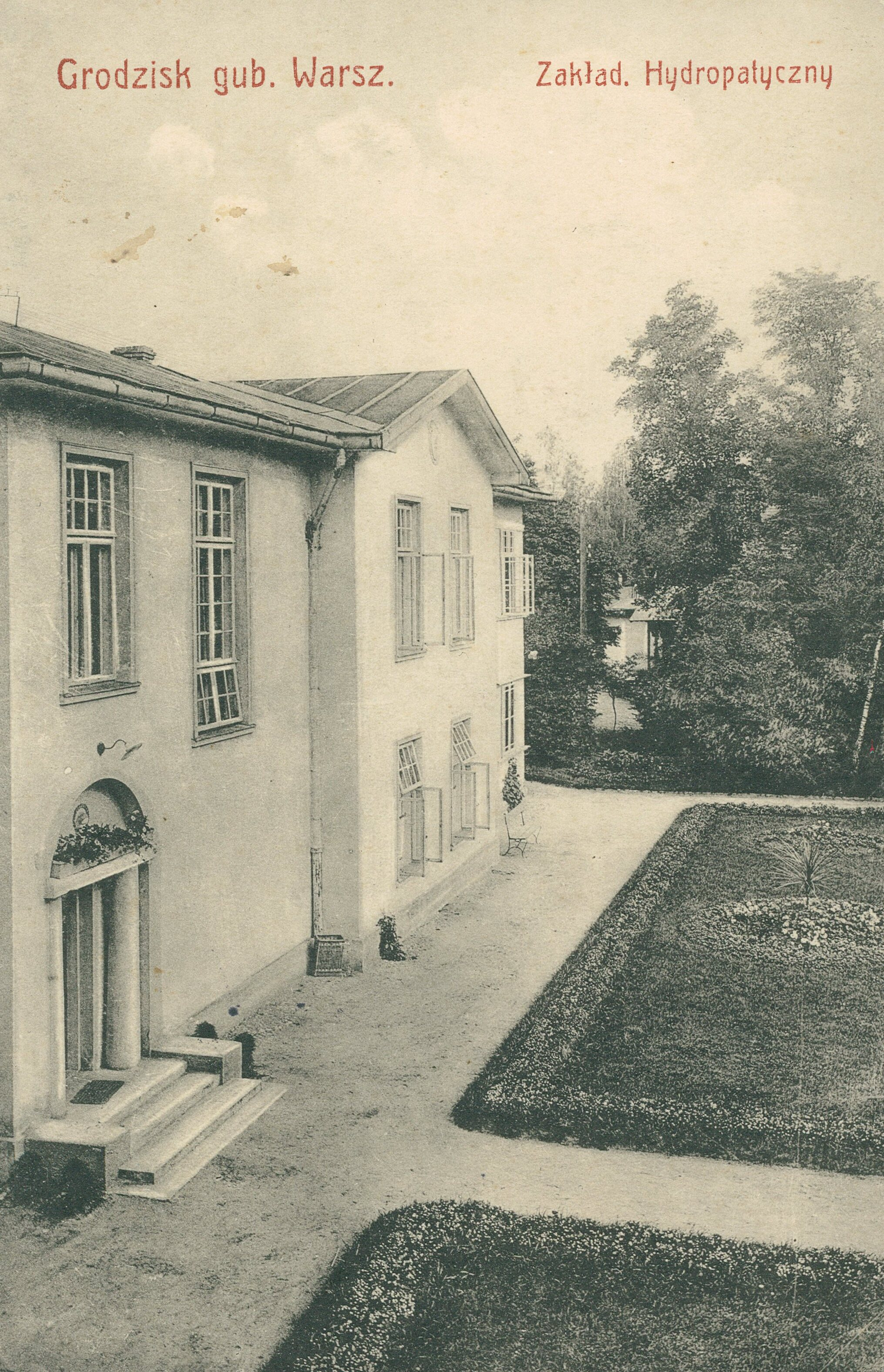
Budynek zakładu w 1915 roku

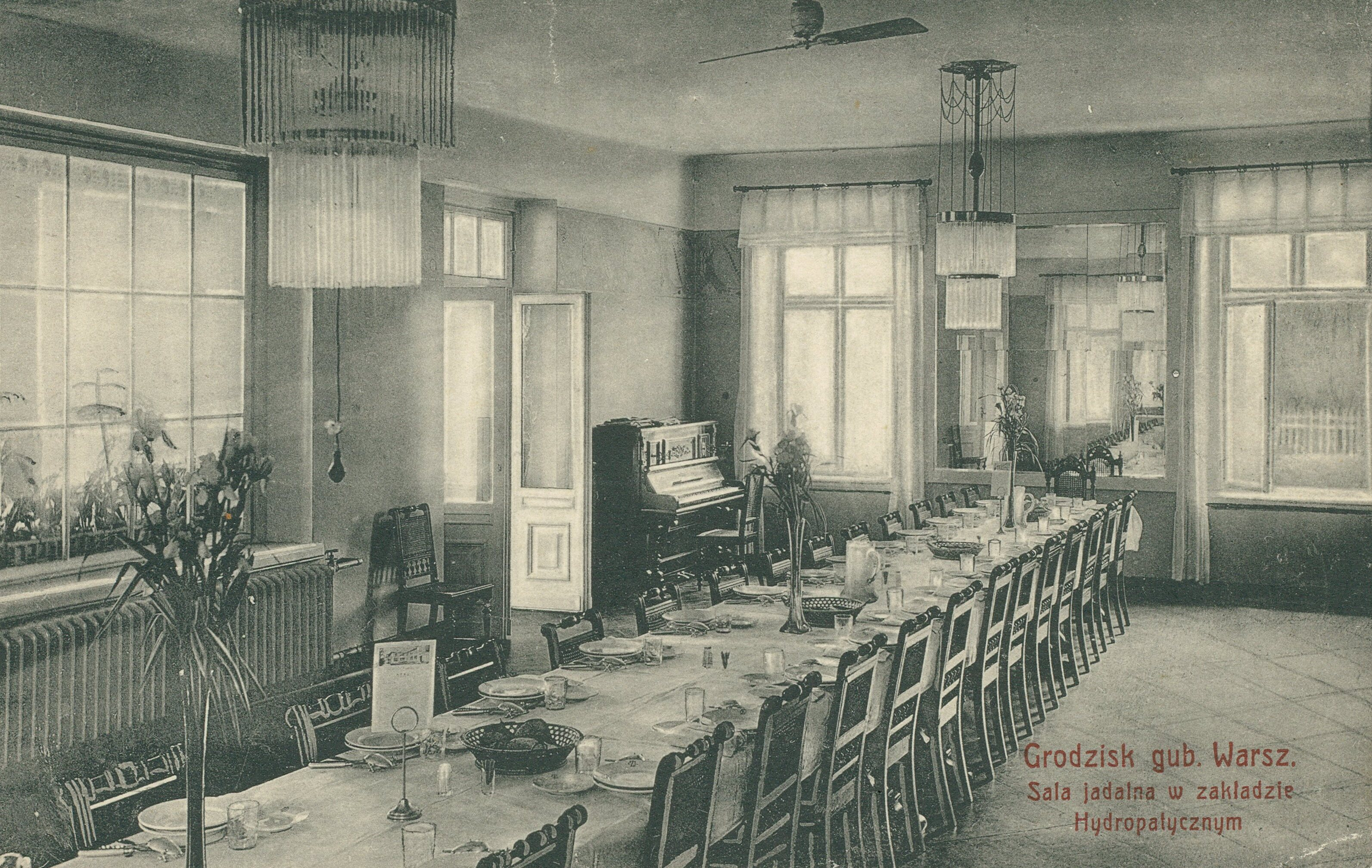
Sala jadalna

Zakład został założony w 1884 roku przez doktora Michała Bojasińskiego, na terenach majątku Jordanowice, w grodziskim Parku Zdrojowym. Miasto było dobrze skomunikowane z Warszawą poprzez Kolej Warszawsko-Wiedeńską, co przyciągało do zakładu mieszkańców Warszawy. Zakład ulegał rozbudowom i mieściła się w nim min. jadalnia, czytelnia, sala teatralna i muzyczna, a budynek otoczony był ogrodem z pomarańczarnią. W 1908 roku w zakładzie otwarto elektrownię napędzaną silnikami Diasla. Początkowo zakład funkcjonował tylko w okresie letnim, później uległo to zmianie i przyjmował pacjentów przez cały rok. W zakładzie leczono osoby z psychonerwicami, schorzeniami przewodu pokarmowego i rekonwalescentów, poprzez hydroterapię czy terapię zajęciową. 
W 1887 roku zakład został wyróżniony na wystawie higienicznej w Warszawie, a w 1896 otrzymał on srebrny medal. W 1908 r. zakład został nagrodzony złotym medalem na wystawie zdrojowisk w Ciechocinku oraz dyplom uznania na wystawie higienicznej w Lublinie. W późniejszych latach zdobył też kilka mniejszych nagród i wyróżnień. Zakład odwiedzali min. Stanisław Haller, Adolf Dygasiński, Paweł Hulka-Laskowski czy Władysław Reymont.
Po śmierci Michała Bojasińskiego w 1894 roku, zakładem zaczął zarządzać dr. Karol Tokarski, który pełnił funkcję lekarza naczelnego do 1908 roku, czyli swojej śmierci. Jego następcami byli dr Bronisław Malewski (do 1911) i Jan Malkiewicz.
Zakład wodoleczniczy został zamknięty w 1932 roku. Pokoje byłego zakładu były wynajmowane i przebudowywane na mieszkania, do czasu kiedy w budynku ulokowano samorząd miejski. We wrześniu 1939 roku w budynku odbywały się zebrania sztabu armii niemieckiej dowodzonej przez gen. Johannesa Blaskowitza.
Po II wojnie światowej w budynku mieściły się różne instytucje takie jak szkoły i urzędy. Do 2008 roku z budynku przy ulicy Kilińskiego 8b nadawało Radio Bogoria. Obecnie w wyremontowanym budynku mieści się Szkoła Podstawowa nr 1 im. Henryka Sienkiewicza.